# Finesse (cómic)
Finesse —Estilo en España— (Jeanne Foucault) es un personaje ficticio que aparece en los cómics estadounidenses publicados por Marvel Comics. Creado por el escritor Christos Gage y el artista Mike McKone, el personaje hizo su debut en Avengers Academy #1 (junio de 2010).Es la hija biológica de Taskmaster, heredó sus reflejos fotográficos, lo que le permite imitar cualquier estilo de lucha a costa de la memoria a corto y largo plazo.
Finesse ocupa un espacio moralmente ambiguo en el universo Marvel. En algunas de sus apariciones, se la ha representado como amienemiga de la superheroína Nadia Pym/La Avispa.Se asoció con Stryker durante Infinity cuando fueron elegidos para el Concurso de Campeones. Tras su tiempo en la Academia Vengadores, ella se unió a A.I.M. para desarrollar sus habilidades, lo que provocó un conflicto con Nadia Van Dyne y su equipo. Sin embargo, posteriormente cambió de bando y trabajó junto a G.I.R.L. en Unstoppable Wasp.

## Historial de publicaciones
Finesse apareció por primera vez en Avengers Academy #1 (junio de 2010) y fue creada por Christos Gage y Mike McKone.Apareció como un personaje habitual de la serie hasta el último número 39 (enero de 2013). Posteriormente, apareció en la serie de 2014 Inhumanity: The Awakening.

## Biografía ficticia
El pasado de Finesse no está claro, ya que sus padres alguna vez fueron criminales que se entrenaron con Taskmaster, sus habilidades como erudita se manifestaron a una edad temprana, lo que frenó su crecimiento emocional y sus habilidades sociales, haciéndola muy insociable en ocasiones. Ella fue abordada por Norman Osborn y aceptó su oferta y, de hecho, participó voluntariamente en su prueba, solo la mejoró y le dio a Osborn lo que quería.
Finesse es reclutada en la Academia Vengadores junto con otros cinco estudiantes que han sido afectados por Osborn.Finesse chantajea a Quicksilver para que la entrene de la misma manera que  Magneto lo entrenó a él.Ella se da cuenta de que, de hecho, puede ser la hija biológica de Taskmaster, pero debido a su posición durante Dark Reign, toda la evidencia posible ha sido eliminada o sellada. Tienen una confrontación pero no tienen una respuesta directa ya que la información de sus "reflejos fotográficos" sobrescribe sus recuerdos reales por lo que no puede recordar el día anterior, y mucho menos el año en que nació, pero sabe que es una posibilidad. Después de una sesión de entrenamiento, Taskmaster puede recordar sus movimientos y, al menos sabiendo que posiblemente sea su hija, se separan.
Su capacidad para percibir hasta el más mínimo movimiento facial la convierte en un detector de mentiras humano. Ella puede deducir que Jeremy Briggs, también ex víctima de la tortura de Osborn, está tratando de manipular a los estudiantes para que abandonen el equipo y se unan a su malvada corporación.
A pesar de su falta de emociones, se ofrece voluntaria para sacrificarse para salvar al resto del equipo de Greithoth: Breaker of Wills y Skirn: Breaker of Men durante la historia de "Fear Itself". Pym rescata a los estudiantes antes de que detone la bomba.
En un posible futuro se muestra que Finesse y Reptil se casaron, tuvieron una hija y se divorciaron. Se revela que ella ha perdido completamente la memoria y sólo puede recordar a las personas por sus movimientos. Ella se divorció de Reptil debido a la tensión emocional que sufrían ambos y su hija, así como el temor de que tratara a su hija como la trataba su padre.
Finesse se hizo amiga de X-23 debido a su falta de emoción.Finesse también apoyó a X-23 cuando se opuso a que los X-Men encerraran a sus estudiantes en los terrenos de la Academia durante la historia de Avengers vs. X-Men. Sin embargo, su amistad empeoró cuando Jeremy Briggs intentó liberar una cura sobrehumana. Después de que Briggs sacó a X-23 y trató de quemarla con ácido, Finesse agarra los brazos de X-23 y apuñala fatalmente a Briggs en las arterias radial y femoral, lo que le hace sangrar profusamente. Ella comienza a envolverle un torniquete, pero luego cambia de opinión y lo deja desangrarse.X-23 primero pensó que lo había matado, pero cuando descubre que fue Finesse, se puso furiosa. X-23 acepta guardar el secreto de Finesse, pero declara que ya no son amigas, lo que molesta a Finesse. La facultad promueve a los estudiantes y Finesse acude inmediatamente a los bancos de datos para probar su nueva autorización de seguridad y carga archivos beta.
Ella todavía está en la Academia y no la molesta la misteriosa desaparición de Reptil y X-23 causada por Arcade.
Finesse aparece en la serie de cuatro partes llamada 'Infinity: The Hunt'. Una competencia amistosa entre varias escuelas para adolescentes con superpoderes se vuelve seria cuando el terrorista intergaláctico Thanos apunta a todos los superseres jóvenes de la Tierra. El nuevo compañero de clase de Finesse, 'Crimson', es asesinado en el ataque inicial. Las distintas escuelas trabajan juntas para sobrevivir y devolver el ataque a las fuerzas de Thanos.
Finesse aparece en las páginas de Avengers Undercover donde ella y Striker visitan a Hazmat en el centro de detención de S.H.I.E.L.D. después de que Hazmat aparentemente mató a Arcade.
Finesse es parte de un equipo de A.I.M. que secuestra a G.I.R.L. de una exposición científica dirigida por Nadia Van Dyne, la actual Avispa. A.I.M. había engañado a sus soldados haciéndoles creer que el ataque, aunque violento, en última instancia tenía como objetivo beneficiar a la Tierra mediante la invención forzada de armamento defensivo. El equipo A.I.M. es repelido y todos los miembros finalmente son capturados. Finesse, junto con otros soldados de A.I.M., tiene "libertad condicional" al trabajar con Avispa, sus científicos y los Vengadores. Las habilidades de Finesse eran adecuadas para las necesidades de los guardaespaldas y las repeticiones repetidas y exactas de experimentos científicos.

## Poderes y habilidades
Jeanne Foucault es una polímata con reflejos fotográficos,lo que le permite comprender sistemas complejos y replicar sin esfuerzo cualquier acción física que observa.Ya sea dominando técnicas complejas de artes marciales o absorbiendo conocimientos científicos avanzados, retiene todo lo que ha aprendido.Además, la capacidad de Foucault para percibir pequeños movimientos faciales le ha permitido convertirse en un detector de mentiras humano.
La similitud de esta habilidad con los "reflejos fotográficos" de Taskmaster ha hecho que Finesse sospeche que Taskmaster puede que sea su verdadero padre, pero después de un enfrentamiento con él, las sospechas siguen sin confirmarse. Taskmaster la alertó sobre el mismo problema que él ha enfrentado con sus habilidades: que con el tiempo los recuerdos más antiguos se pierden y se sobrescriben a medida que se aprenden nuevas habilidades.Se demostró en parte que esto era una posibilidad en un futuro alternativo donde Finesse solo podía recordar a las personas por sus movimientos.

## En otros medios
- Finesse aparece como un personaje jugable en Lego Marvel Vengadores.[27][28]
- Jeanne Foucault / Finesse aparece en Tu amigo y vecino Spider-Man (2025) con la voz de Anjali Kunapaneni.[29][30][23]Esta versión trabaja con Daredevil, quien le asignó infiltrarse en Oscorp como pasante y espiar a Norman Osborn en su nombre.